# Haplostoma brevicauda
Haplostoma brevicauda is een eenoogkreeftjessoort uit de familie van de Botryllophilidae. De wetenschappelijke naam van de soort is voor het eerst geldig gepubliceerd in 1886 door Canu.